# Cadophora melinii
Cadophora melinii är en svampart som beskrevs av Nannf. 1934. Cadophora melinii ingår i släktet Cadophora, ordningen disksvampar, klassen Leotiomycetes, divisionen sporsäcksvampar och riket svampar.   Inga underarter finns listade i Catalogue of Life.